# Xysticus lutzi
Xysticus lutzi là một loài nhện trong họ Thomisidae.
Loài này thuộc chi Xysticus. Xysticus lutzi được Willis J. Gertsch miêu tả năm 1935.